# Mitologia portuguesa

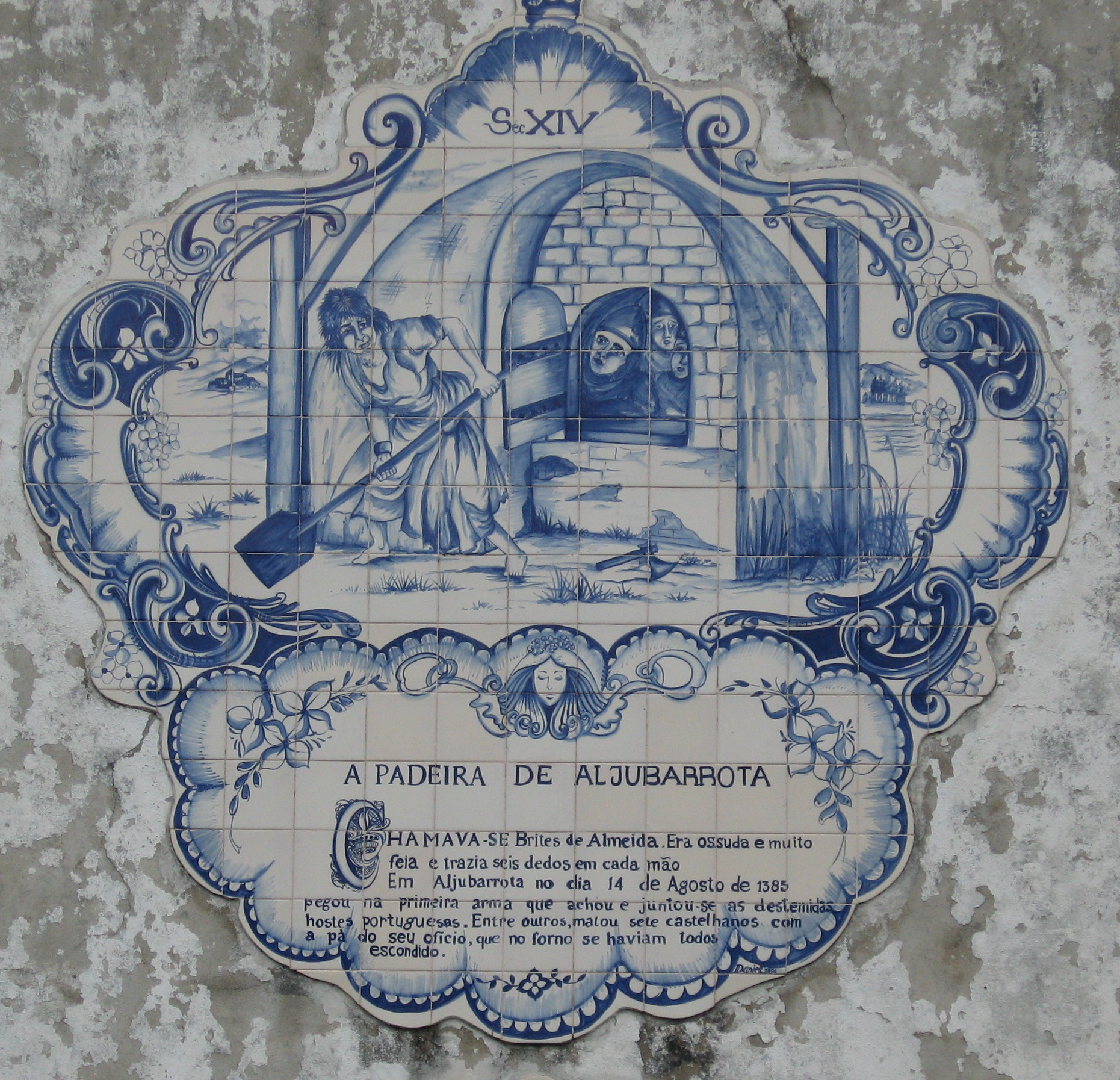
A Padeira de Aljubarrota

A mitologia portuguesa é herdeira de um caldeirão de povos e culturas, com mitologias bastante diversas entre si, que deixaram um fértil legado imaginário. Engloba o conjunto de narrativas maravilhosas e lendas sobre personagens e suas façanhas, fenómenos naturais e objectos extraordinários ou regiões fantásticas, com características sobrenaturais, transmitidas de geração em geração, no decorrer dos séculos, tanto no campo literário como no da tradição oral.

## Origens pré-romanas

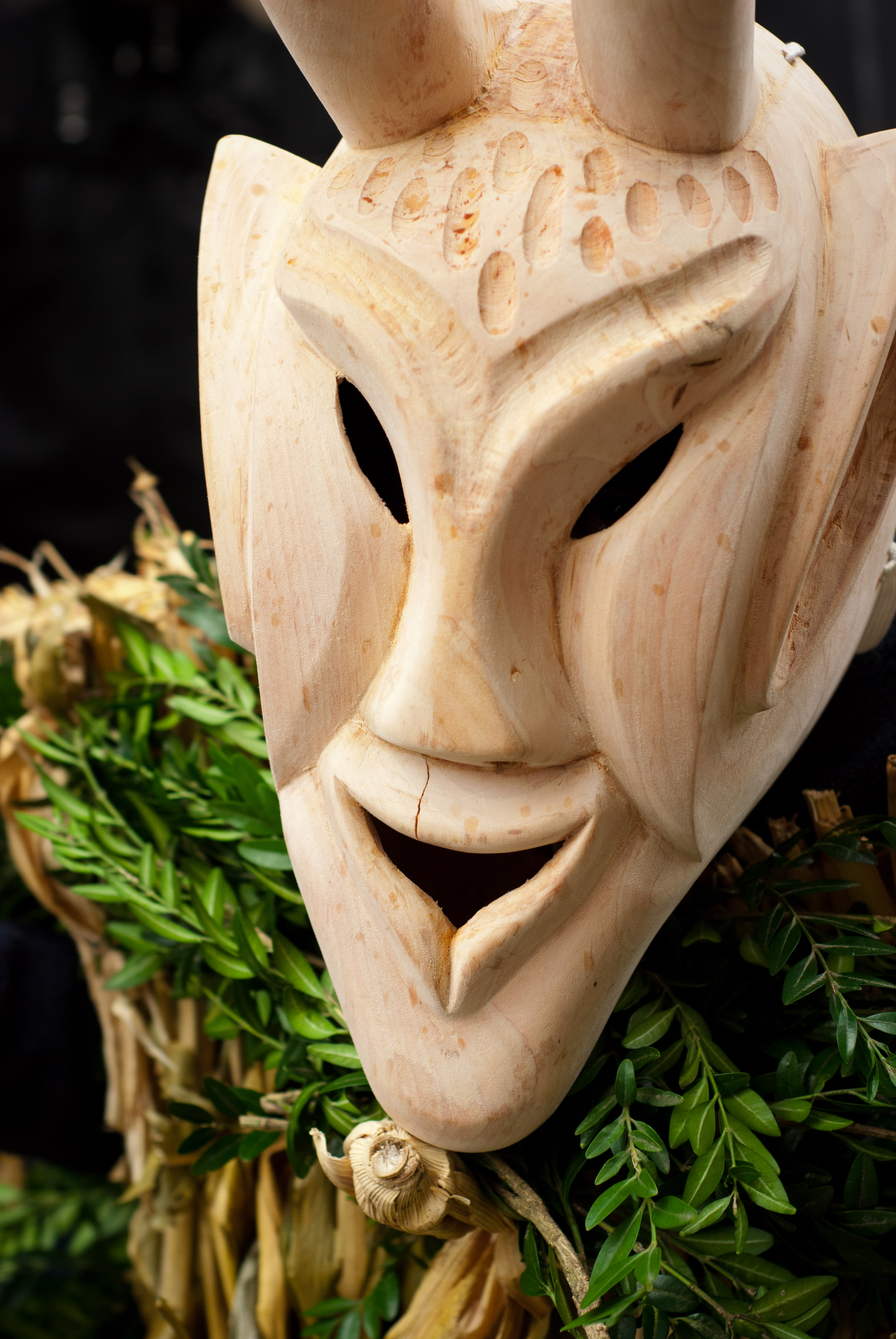
Careto de Lazarim.

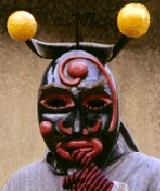
Chocalheiro de Bemposta

A mitologia portuguesa tem como base a mitologia dos povos autóctones da Lusitânia pré-romana, legado este que não sobreviveu à conversão para o cristianismo. No entanto, é possível que alguns elementos tenham sido preservados e cristalizados nos contos e tradições populares, assim como em diversos hagiotopónimos. Como afirmou Leite de Vasconcelos:
“[...]seria fácil mostrar como das épocas mais antigas da Lusitânia, ainda mesmo dos tempos pré-históricos, até hoje se têm mantido muitas crenças, costumes, etc., e como a maior parte das lendas da nossa Igreja e usos cristãos derivam do paganismo.”
A mitologia lusitana, sob a forma de testemunhos esculpidos na pedra, revela a existência de uma miríade de divindades das quais se destacam Atégina, Bandua e Endovélico.
Estrabão, nos raros relatos sobre os costumes nativos, diz que no cabo Sagrado, o lugar onde os deuses reuniam-se de noite, havia diversas pedras, amontoadas em grupos de três ou quatro, que eram viradas ao contrário pelos visitantes e que, após um ritual em que estes ofereciam uma libação, as pedras tornavam a ser reviradas na sua posição anterior. Este seria um dos relatos mais antigo de um culto das pedras, penedos e montanhas que a tradição preserva  ao longo do tempo em crenças como a da procissão infantil para pedir chuva, nos moledros dispersos pelas paisagens, nos Fiéis de Deus venerados nas beiras dos caminhos, na pedra de raio que Solino comenta ser objecto de culto pelos lusitanos, ou mesmo na lenda da pedra-moura. Associada a um culto solar ou ritual de fecundidade, a Nossa Senhora d'Antime, também chamada Senhora do sol, uma pedra tosca de granito metamórfico, apenas com o rosto esculpido; é a sobreposição de um culto cristão a um ritual pagão. 
Os frades de pedra são associados a um culto fálico pré-romano, também identificado nas estátuas-menir da idade do bronze, assim como a tradição do levantamento do mastro de Fonte Arcada e o cortejo do Pinheiro das Festas Nicolinas.
O culto das cabeças cortadas representado nas esculturas e artefactos galaico-lusitanos que supõe-se ser um ritual religioso de origem celta, relacionado a divindades associadas a cultos agrários, funerários e guerreiros ao qual Rafael Loureiro indica haver uma continuidade na tradição das caveiras iluminadas, que chamam-se em Portugal de coca ou coco . Um ser que Gil Vicente chama de demo no Auto da Barca do Purgatório e que foi ao longo dos séculos representado nas festas do Corpo de Deus por um dragão e nas procissões pelo faricoco (do latim far, farrismais coco) e que deu o nome a um traje ainda em uso no início do século XX, a coca.
Aos rituais do solstício de inverno e mesmo os que se celebram no equinócio da primavera, segundo Hélder Ferreira que lhes atribui uma origem celta, estão associadas as máscaras ibéricas. E a esta tradição associa-se uma outra também milenar a dos Madeiros, fogueiras da Páscoa e galheiros ou cambeiros.

## Contributo Romano
Após a conquista romana da península Ibérica e subsequente romanização, fruto de um lento processo de aculturação mais evidente a partir do século II d.c, os nomes das divindades indígenas são frequentemente latinizados pela sua similitude fonética ou simplesmente associados, pela similitude das funções e qualidades, aos deuses greco-romanos como por exemplo se verifica com o Ares Lusitani ou o Mars Cariocecus. O culto dos deuses romanos foi divulgado, principalmente, pelos burocratas da administração central e pelos militares. 
No entanto, Roma parece não ter imposto os seus deuses e práticas religiosas às populações locais o que terá permitido uma certa tolerância às crenças indígenas,que fez com que se desenvolvessem, de forma natural, fenómenos de aculturação, embora nos meios rurais, nas zonas mais afastadas dos grandes centros urbanos, os fenómenos de aculturação tivessem tido ritmos mais lentos o que favoreceu a permanência dos cultos indígenas e quase nenhuma influência romana nestas áreas.
Outras fontes importantes foram os autores greco-romanos que registaram algumas lendas como a do rei Luso fundador da Lusitânia, a lenda da fundação de Olissipo por Ulisses , ou a presença de nereidas e tritões na margem do rio Tejo.
A tolerância religiosa, irá deixar de existir ainda durante o Império Romano. Os cultos pagãos acabaram por ser proibidos motivados por interesses de ordem político-religiososa por parte do clero cristão a partir do momento em que o Império Romano assumiu o cristianismo como sua religião.
No contacto entre o paganismo e o cristianismo supõe-se que haja indícios de ter havido em alguns casos uma sobreposição de cultos, nomeadamente no culto à deusa Atégina, que parece ter sido substituído pelo culto a Santa Eulália de Mérida, perseguida no período de Deocleciano, pela similitude dos epitáfios dedicados a ambas.
Também os locais de culto pagão são identificados nos topónimos de santos arcaicos, de mártires ou outra figura sacra dos primeiros séculos da Era cristã, venerados por comunidades cristãs primitivas, quando estes locais sagrados teriam sido cristianizados.

## Suevos e Visigodos
No século VI é evidente a existência de deidades pagãs «uns adoravam o sol, outros a lua ou as estrelas, outros o fogo, outros a água profunda ou os mananciais, acreditando que todas estas coisas não tinham sido criadas por Deus para uso dos homens, mas que tendo nascido por si mesmas eram deuses».[carece de fontes?]
Diversos mitos e lendas foram criados durante a época histórica da criação da nacionalidade e a sua elaboração foi ganhando contornos mais elaborados ao longo das gerações.[carece de fontes?]
Os mitos portugueses integram diversos tipos de narrativas, que  nos revelam os aspectos  da imaginação nacional portuguesa concentrada em torno do ciclo da vida e da morte e das forças da natureza, com origem em diversas fontes: 
O corpus mítico português continua a constituir-se e densificar-se. Desde o século XIX que importantes contribuições foram feitas  na recolha de contos, lendas e folclore.